# Der Schweißer
Der Schweißer ist eine kurze Erzählung von Ingeborg Bachmann, die um 1959 entstand. Der Text aus dem Nachlass der Autorin wurde erst von den Herausgebern der verwendeten Ausgabe betitelt.
Innerhalb eines knappen Vierteljahres wird ein Wiener Handwerker unter anderem auch durch Nietzsche-Lektüre in den Tod getrieben.

## Inhalt

### Handlung
Der 35-jährige Andreas Reiter aus Floridsdorf arbeitet bei den Stadtwerken als Schweißer und repariert die Straßenbahnschienen. Reiters Unglück beginnt, als er in seinem Stammkaffee ein Buch mit dem Titel „Die Fröhliche Wissenschaft“ findet und es liest. Reiter hatte vorher nie gelesen. Nach der Lektüre will er mehr. Reiter gibt das letzte Geld für Bücher aus. Er muss lesen, kann nicht mehr arbeiten und wird entlassen. Dabei bräuchte er dringend Geld für den Sanatoriumsaufenthalt seiner lungenkranken Ehefrau Rosi und für den Unterhalt der zwei gemeinsamen kleinen Kinder.
Die Frau stirbt an Tuberkulose. Reiter begeht Selbstmord.

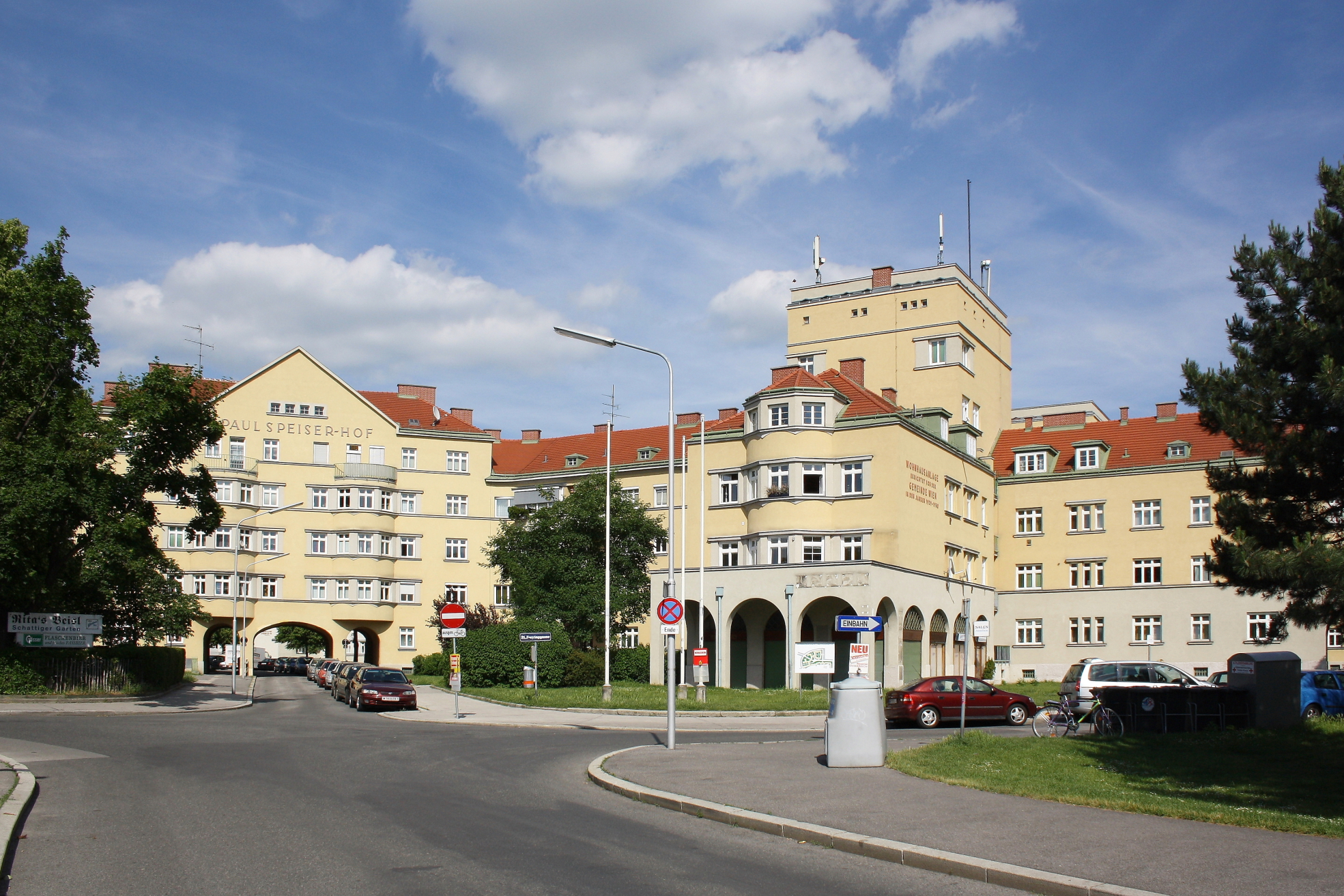
Paul Speiser-Hof in Floridsdorf

## Zeit und Ort
Wien: Die Floridsdorfer Brücke, von der Andreas Reiter sich zu Tode stürzt, ist ein geschichtsträchtiger Ort. Hier kämpften im Spätwinter 1934 die Arbeiter gegen den übermächtigen Staat.
Reiter habe vermutlich mit seiner kleinen Familie im Paul-Speiser-Hof gewohnt.

## Interpretation
Um den Suizid Reiters zu erklären, zieht Geesen den behandelnden Arzt Rosis ins Kalkül. Vergeblich versuche der Doktor dem Schweißer begreiflich zu machen – es existiere ein himmelweiter Unterschied zwischen Philosophie und Leben. Weil aber Reiter nicht hören wolle und die Bücher gar zu ernst nehme, renne er ins Verderben.
Geesen sieht im Kern der kleinen Erzählung die dialogische Auseinandersetzung zwischen den beiden Protagonisten Reiter und dem Arzt. In diesem erbittert geführten Streit nähere der Erzähler sich mehr der Position des Arztes als der Reiters. Dabei erscheine der ungebildete Schweißer von seiner angelesenen philosophischen Warte aus dem Arzt – einem Studierten – überlegen. Schließlich frage Reiter nach dem Sinn des Lebens und der Philosophie. Indem Reiter die Sinnlosigkeiten erkenne, bleibe ihm nur der Tod.
Nach der philosophischen Lektüre gelange Reiter zu Erkenntnissen, die ihm Beruf und Familie vergessen ließen. Reiter scheitere auf der Suche nach der „Verbindung“ zwischen Buchweisheit und den Anforderungen von Familie und Gesellschaft.
Schneider nennt Nietzsches oben genannte Aphorismen, denen Reiter letztendlich erliege, „Fluchtphantasien“. Schneider stellt Ingeborg Bachmann zunächst als Nietzsche-Kritikerin hin. Insbesondere verurteile die Autorin indirekt Nietzsches elitäre Ferne zur Demokratie. Darauf stellt aber Schneider unmissverständlich klar, Ingeborg Bachmann sei nicht generell gegen Nietzsche.
Auf der Suche nach dem Sinn des Lebens finde Reiter Paradoxa vor.
Schmaus zitiert Höller, nach dem Reiter im „heiligen Wahnsinn“ – etwa so wie Hölderlin – ende.

### Textausgaben
Erstveröffentlichung und verwendete Ausgabe
- Christine Koschel (Hrsg.), Inge von Weidenbaum (Hrsg.), Clemens Münster (Hrsg.): Ingeborg Bachmann. Werke. Zweiter Band: Erzählungen. 609 Seiten. Piper, München 1978 (5. Aufl. 1993), ISBN 3-492-11702-3, S. 59–75

### Sekundärliteratur
- Peter Beicken: Ingeborg Bachmann. Beck, München 1988. ISBN 3-406-32277-8 (Beck’sche Reihe: Autorenbücher, Bd. 605)
- Kurt Bartsch: Ingeborg Bachmann. Metzler, Stuttgart 1997 (2. Aufl., Sammlung Metzler. Band 242). ISBN 3-476-12242-5
- Mechthild Geesen: Die Zerstörung des Individuums im Kontext des Erfahrungs- und Sprachverlusts in der Moderne. Figurenkonzeption und Erzählperspektive Ingeborg Bachmanns. Schäuble, Rheinfelden 1998. ISBN 3-87718-836-2 (Diss. München 1998)
- Monika Albrecht (Hrsg.), Dirk Göttsche (Hrsg.): Bachmann-Handbuch. Leben – Werk – Wirkung. Metzler, Stuttgart 2002. ISBN 3-476-01810-5
- Joachim Eberhardt: „Es gibt für mich keine Zitate“: Intertextualität im dichterischen Werk Ingeborg Bachmanns. Niemeyer, Tübingen 2002 (Diss. Göttingen 2001). ISBN 3-484-18165-6, S. 173–184